# Іванівка (Брянський район)
Іванівка (рос. Ивановка) — селище в Брянському районі Брянської області Російської Федерації.
Населення становить 1122 особи. Входить до складу муніципального утворення Нетьїнське сільське поселення.

## Історія
Від 2005 року входить до складу муніципального утворення Нетьїнське сільське поселення.

## Населення
| 2010 | 2012  | 2013  |
| ---- | ----- | ----- |
| 1111 | ↘1105 | ↗1122 |